# Casa-fàbrica Borrell-Gispert
La casa-fàbrica Borrell-Gispert era un conjunt d'edificis situats als carrers de la Riereta, 31 i de Sant Bartomeu, 5-7 del Raval de Barcelona, el que només es conserva el primer.

## Història i descripció
El 1808, Jacint Borrell va demanar permís per a construir un edifici de planta baixa, entresol i quatre pisos al carrer de Sant Bartomeu. El 1830, el seu fill Marià Borrell i Miralpeix va demanar permís per a construir una remunta de tres pisos sobre un primer pis i entresol al núm. 28 (antic) del carrer de Sant Bartomeu, segons el projecte del mestre de cases Josep Pedrerol i Carbonell. Poc després, va demanar permís per a arranjar la cornisa d'una de les cases i pintar les dues façanes.
El 1835, Borrell va encarregar al mestre d'obres Josep Nolla el projecte d'una casa-fàbrica al núm. 72 (actual 31) del carrer de la Riereta. Es tracta d'un edifici d'habitatges de planta baixa i quatre pisos amb façana al carrer i una quadra o nau industrial a l'interior d'illa, d'unes 6 metres d'amplada i finestres a ambdós costats. Posteriorment, el fabricant de filats de cotó Bartomeu Gispert i Dòria, associat amb Antoni Oliva sota la raó social Gispert i Oliva, va establir-se en aquest indret, i el 1843 hi va fer instal·lar una màquina de vapor de 16 CV, procedent de la factoria britànica Hall (Dartford), segons els plànols del mestre d'obres Pau Martorell. Segons les «Estadístiques» del 1850, la fàbrica estava equipada amb 2400 fusos de mule-jennies, 1200 de contínues i 74 operaris.
El 1851, Marià Borrell va llogar la casa-fàbrica als fabricants Pere Manté i Salvador Roig, i l'any següent, Manté va subarrendar la seva part a Cuchillo Germans i Cia, fabricants de cardes, i a Teodor Castellet, fabricant de teixits de llana i seda.
Al tombant de segle hi havia la fàbrica de bosses de paper i el magatzem de paper d'embalatge de Frederic Campdepadrós.

Finalment, la «quadra» i els edificis del carrer de Sant Bartomeu han estat enderrocats per a la futura construcció d’una escola concertada. El solar, ocupat i arranjat pels veïns, ha esdevingut el Jardinet de la Bartola.

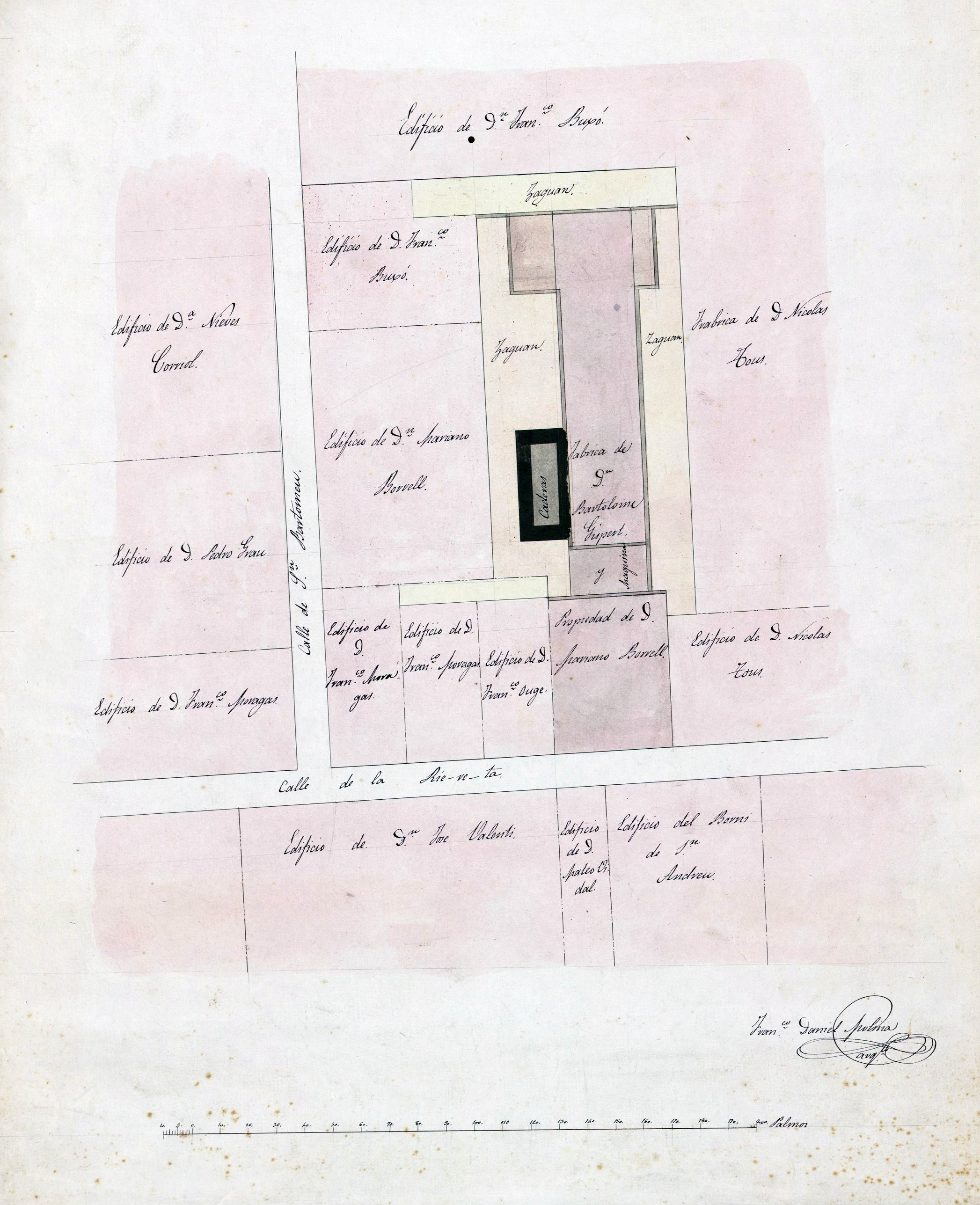
Planta de la fàbrica de Bartomeu Gispert i propietats de l'entorn. Francesc Daniel Molina